# Марани, Розанна
Розанна Марани (итал. Rosanna Marani; род. 12 октября 1946, Имола) — итальянская журналистка и телеведущая.  Кавалер ордена «За заслуги перед Итальянской Республикой» 5-го класса от 2 июня 1983.

## Биография
Розанна в журналистике с 18 ноября 1973 года, когда она работая в Газета делло Спорт, провела эксклюзивное интервью с молчавшим 6 месяцев Джианни Ривьера.
В 1976 году она стла первой женщиной, пришедшей  в спортивную журналистику, также первой начала вести на TV спортивные передачи; на Теленор де Италия (Ломбардия) она вела передачу Спорт Бар, посвящённую футболу.